# Audi Museum mobile d'Ingolstadt
L'Audi Museum mobile d'Ingolstadt est un musée historique de la marque automobile Audi situé à Ingolstadt, en Bavière, à 70 km au nord de Munich en Allemagne.

## Caractéristiques

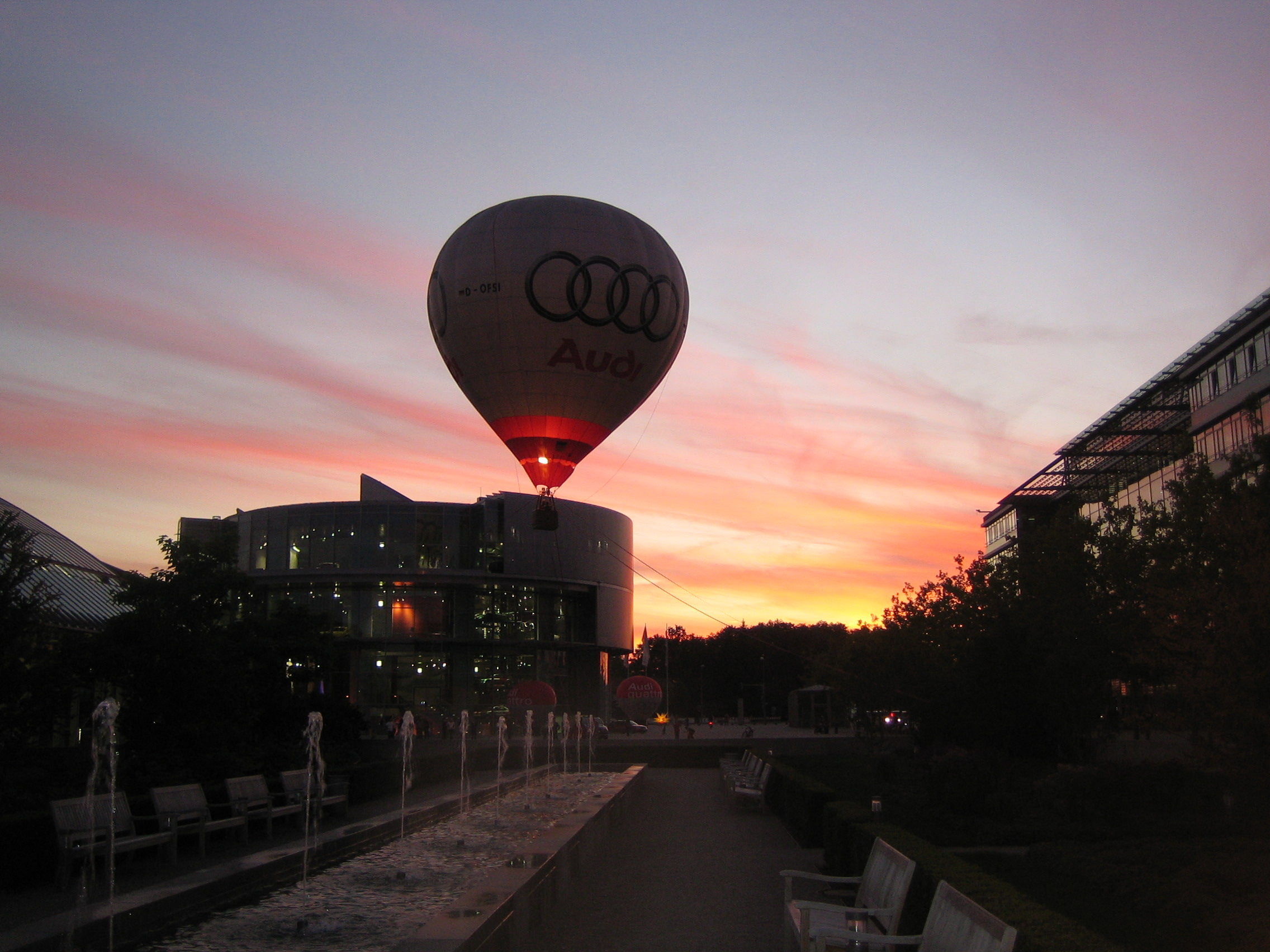
L'Audi Museum mobile

- Superficie de 6 000 m2 dans une tour de 23 m de haut